# Südliche Kernstadt (Schwäbisch Hall)
Südliche Kernstadt ist ein Stadtteil von Schwäbisch Hall.

## Geographie
Der Stadtteil umfasst die Wohngebiete  Lindach, Ackeranlagen, Unterlimpurger Str. sowie Oberlimpurg.

## Geschichte
Am 30. Juni 2022 hatte der Stadtteil 883 Einwohner.

## Religion
Im Stadtteil Unterlimpurg gab es eine jüdische Gemeinde aus dem 18. Jahrhundert. Eine jüdische Gemeinde in Unterlimpurg wird erstmals 1541 erwähnt, anschließend 1677 und 1688. Zu Beginn des 19. Jahrhunderts zählten die Unterlimpurger Juden zur Synagogengemeinde Steinbach.

## Kultur und Sehenswürdigkeiten
- Altes Schützenhaus, Ackeranlagen 6
- Unterlimpurger Straße 8; Amtsgericht[3]
- Unterlimpurger Straße 65; Synagoge
- Unterlimpurger Straße 81; Hohes Haus
- St. Urban
- Oberlimpurg - Burgruine Limpurg